# Pelargonium cordifolium
A Pelargonium cordifolium a gólyaorrvirágúak (Geraniales) rendjébe, ezen belül a gólyaorrfélék (Geraniaceae) családjába tartozó faj. A legközelebbi rokonai: a Pelargonium crispum és a Pelargonium tomentosum.

## Előfordulása
A Pelargonium cordifolium őshazája a Dél-afrikai Köztársaság. Azonban manapság számos helyen termesztik; a hűvösebb éghajlatokon szobanövényként, míg a melegebb éghajlatokon kerti virágként is.

## Termesztett változatai és hibridjei
Az alábbi rövid lista a legkedveltebb termesztett változatai és hibridjeit foglalja magába:
- Pelargonium cordifolium var. rubrocinctum - a P.cordifolium egyik változata, melynek valamivel világosabbak a levelei és vöröses-rózsaszínű  virágai vannak; a szirmokon bordóvörös erek látszanak.
- Pelargonium cordifolium 'Caroline's Citrine' - P.cordifolium egyik változata, aranysárga levelekkel, melyeknek közepén sötétzöld folt látható.
- Pelargonium cordifolium 'Donn's Goldstrike' - P.cordifolium egyik változata, melynek a P.'Caroline's Citrine'-hoz hasonlóan aranysárga levelei vannak, de középükön nincs sötétzöld foltozás.
- Pelargonium × abutiloides
- Pelargonium × riversdalense R.Knuth in Engl., Pflanzenreich. Geraniac: 472. 1912.

## Megjelenése
A muskátlik között, ez egy nagy és terebélyes faj, amely akár 1,5 méter magasra is megnőhet; továbbá szétterjed. A növényt szőrök borítják, és kissé almaillatot áraszt. A virágai halvány rózsaszínek sötét erezetekkel; márciustól júliusig nyílik. Levelei sötétzöldek és szélesek; szív alakúak, a szélükön kiemelkedők.

## Felhasználása
Amellett, hogy dísznövényként használják, leveleit pot-pourriként is lehet hasznosítani.

## Képek

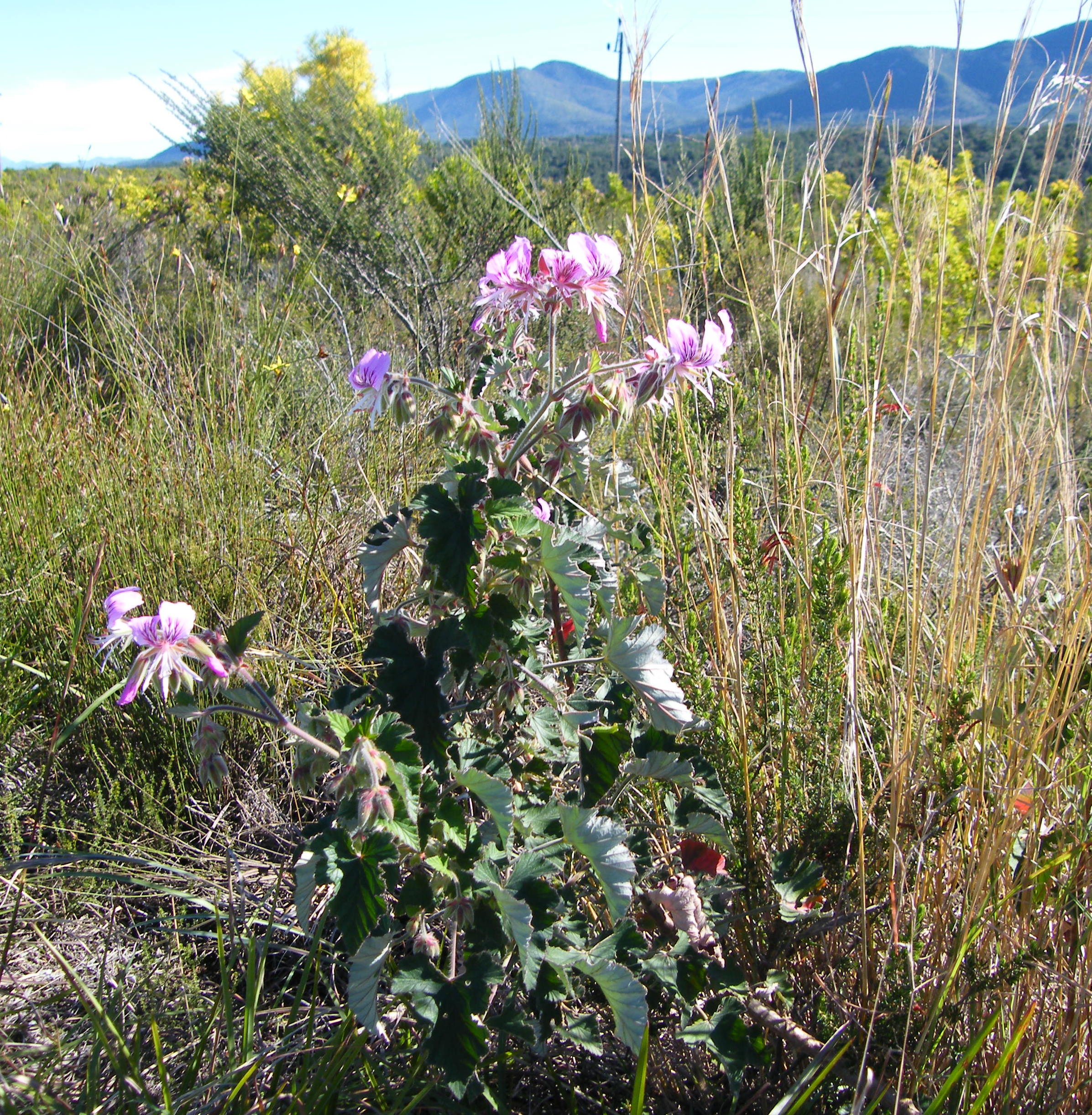
A növény
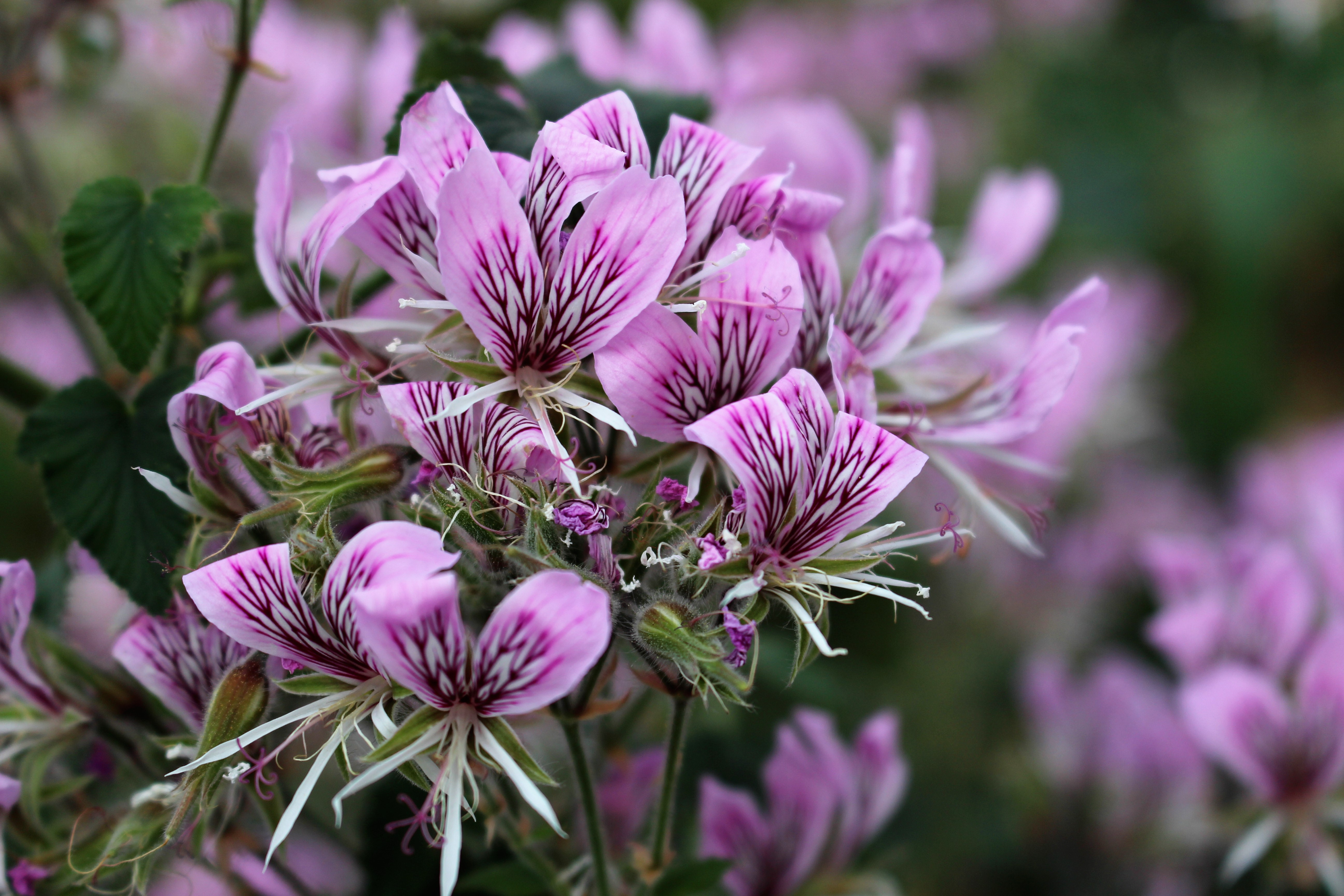
A virágai
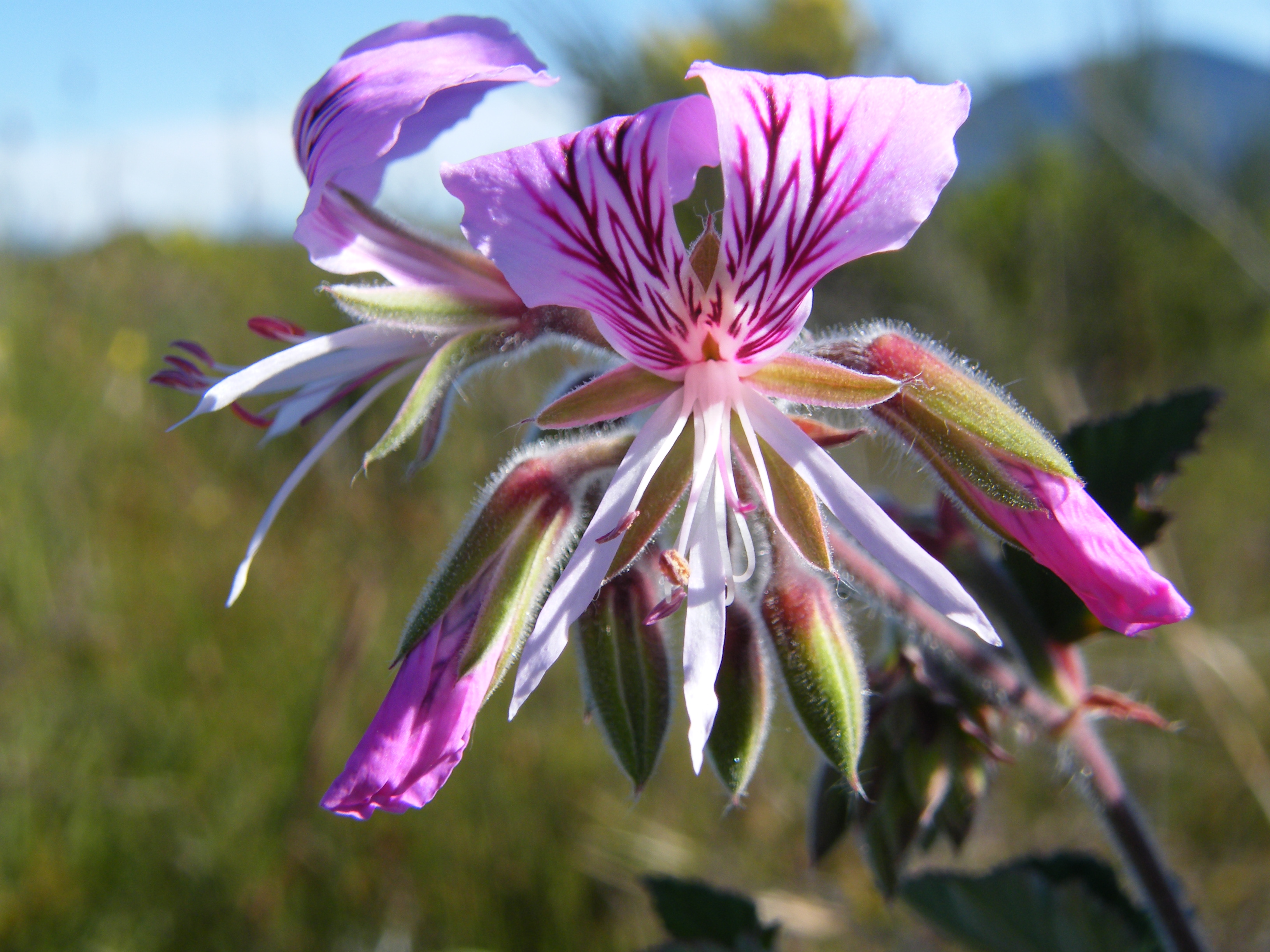
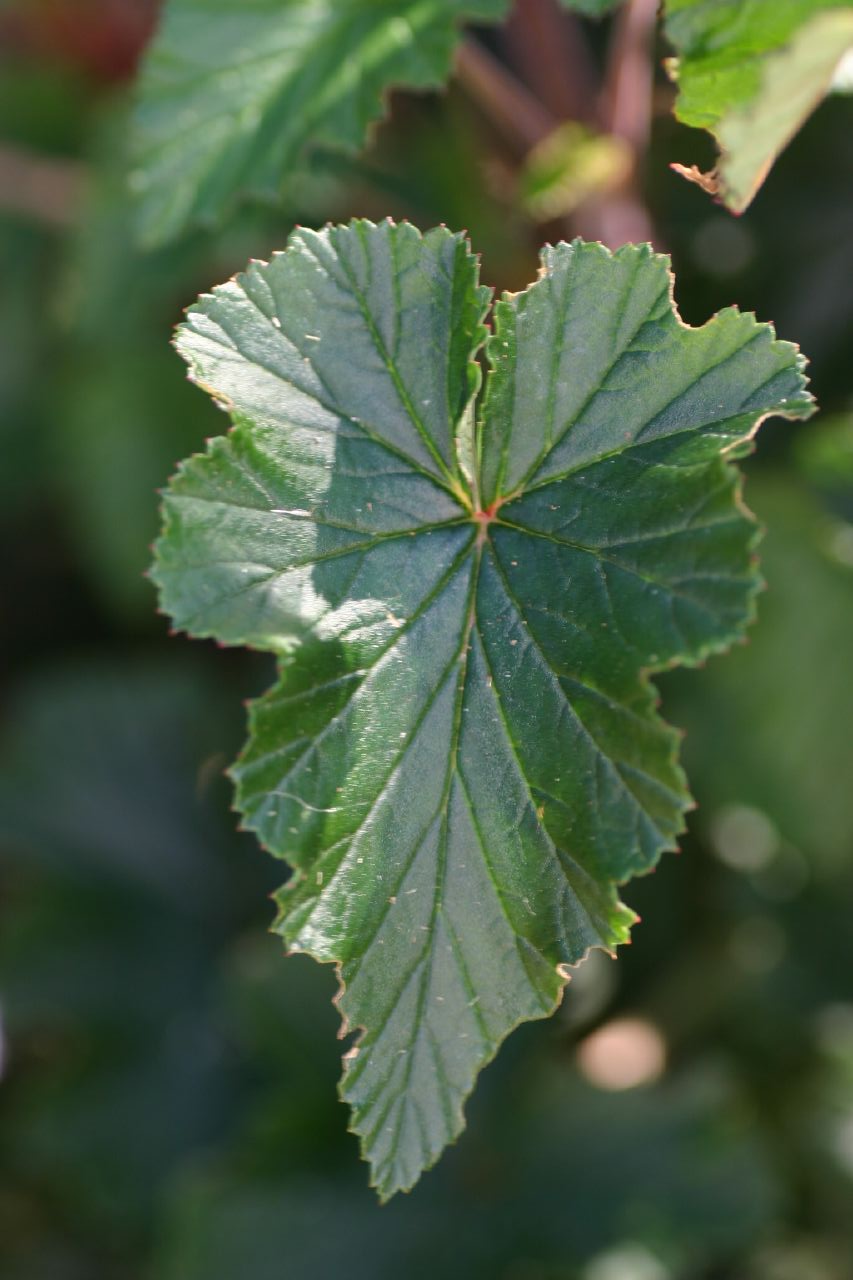
A levele

### Fordítás
- Ez a szócikk részben vagy egészben  a   Pelargonium cordifolium című angol Wikipédia-szócikk ezen változatának fordításán alapul.  Az eredeti cikk szerkesztőit annak laptörténete sorolja fel. Ez a jelzés csupán a megfogalmazás eredetét és a szerzői jogokat jelzi, nem szolgál a cikkben szereplő információk forrásmegjelöléseként.